# Дубовка (Татишлинський район)
Ду́бовка (рос. Дубовка, башк. Дубовка) — присілок (у минулому селище) у складі Татишлинського району Башкортостану, Росія. Входить до складу Нижньобалтачевської сільської ради.
Населення — 31 особа (2010; 35 у 2002).
Національний склад:
- удмурти — 94 %